# Агиар, Майра
Майра Агиар да Силва (порт. Mayra Aguiar da Silva; род. 3 августа 1991, Порту-Алегри) — бразильская дзюдоистка, трёхкратный бронзовый призёр олимпийских игр (2012, 2016 и 2020), двукратная чемпионка мира и пятикратная панамериканская чемпионка (2008, 2010, 2012, 2013, 2015).

## Биография
В 2012 году на Олимпийских играх в Лондоне в четвертьфинале победила известную польскую дзюдоистку Дарью Погоржелец, но в полуфинале проиграла американке Кайли Харрисон (в итоге завоевавшей золотую медаль), в борьбе за третье место победила опытную голландскую дзюдоистку Мархинду Веркерк и завоевала бронзовую медаль в весовой категории до 78 кг.
На предолимпийском чемпионате мира 2019 года, который проходил в Токио, завоевала бронзовую медаль, победив в поединке за третье место португальскую спортсменку Патрисию Сампайо.

## Выступления на Олимпиадах
| Олимпиада           | Дисциплина              | Место    |
| ------------------- | ----------------------- | -------- |
| Пекин 2008          | дзюдо, женщины до 78 кг | 20 место |
| Лондон 2012         | дзюдо, женщины до 78 кг | 3 место  |
| Рио-де-Жанейро 2016 | дзюдо, женщины до 78 кг | 3 место  |